# Історія пошти та поштових марок КНР
Історія пошти та поштових марок Китайської Народної Республіки (КНР) веде свій відлік із моменту створення КНР під керівництвом Мао Цзедуна в 1949 році. У наступні роки в КНР було випущено більше тисячі серій поштових марок, при цьому використовуваний особливий метод нумерації марок КНР за всю їх історію змінювався кілька разів. 

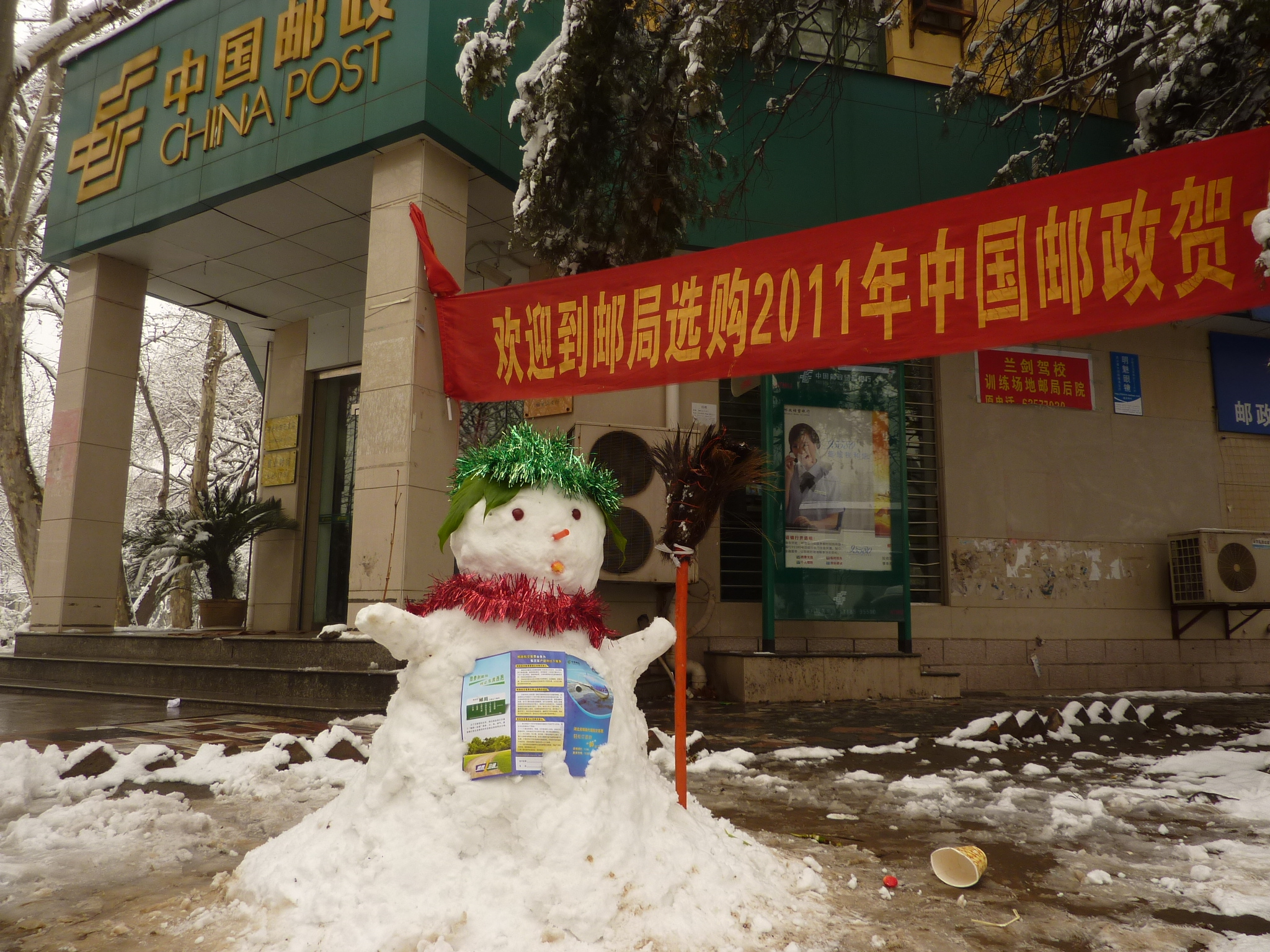
Поштове відділенняв Ухані

## Розвиток Пошти

### Передісторія
Незважаючи на те, що пошта в Китаї існує близько 2,5 тисяч років, сучасне загальнодержавне поштове обслуговування було запроваджено лише у 1878 році династією Цін .

### Заснування Пошти КНР
Пошта Китайської Народної Республіки виникла із створенням загальної поштової адміністрації в Пекіні у 1949 році на основі поштових відділеннь, які працювали протягом багатьох років в звільнених районах. Розвиток пошти був повільним: до 1949 року на кожні 370 км² було лише одне поштове відділення. На території деяких звільнених районів продовжували працювати власні поштові служби. Більшості з них було наказано припинити продаж місцевих випусків поштових марок до 30 червня 1950 року, тоді як Північний звільнений район і поштово-телеграфна адміністрація Порт-Артура і Дальнього продовжували використання власних марок (через різницю валют) до кінця 1950 року.

### Подальший розвиток
Пошта швидко розвивалася протягом 1950-х та 1960-х років. До 1952 року основні поштові мережі сходилися в Пекіні, був налагоджений поштовий зв'язок із усіма великими містами. Значний прогрес у розвитку пошти був досягнутий в рамках першого п'ятирічного плану. Розвивався поштовий зв'язок і в сільських районах. Крім розширення сільських поштових маршрутів, проблема доставки пошти в місцевостях нижче повітового рівня була вирішена за допомогою населення. Починаючи з 1954 року в сільськогосподарських кооперативах випробувалася система доставки пошти сільськими листоношами, а в 1956 році ця система була поширена на всю країну. До 1959 року національна поштова мережа була сформована.
Поштою керувало Міністерство пошт і телекомунікації (зараз Міністерство промисловості та інформаційних технологій КНР). Воно було засновано у 1949 році та відновлено у 1973 році після дворічної перерви, коли поштові та телекомунікаційні функції були розділені, а міністерство було понижено в статусі.
У 1984 році в Китаї налічувалося 53 тисячі поштових відділень і телефонних станцій, 5 мільйонів кілометрів поштових маршрутів, у тому числі 240 тисяч кілометрів залізничних поштових маршрутів, 624 тисячі кілометрів автодорожніх поштових маршрутів і 230 тисяч кілометрів повітряних поштових маршрутів. До 1985 року поштові відділення обробляли 4,7 млрд листів першого класу і 25 млрд газет та інших періодичних виданнь. У 1987 році, після шестирічної перерви, було віддано розпорядження про введення шестизначних поштових індексів.
Протягом багатьох років Китай не був членом Всесвітнього поштового союзу (ВПС).

Поштові скриньки Китайської Народної Республіки
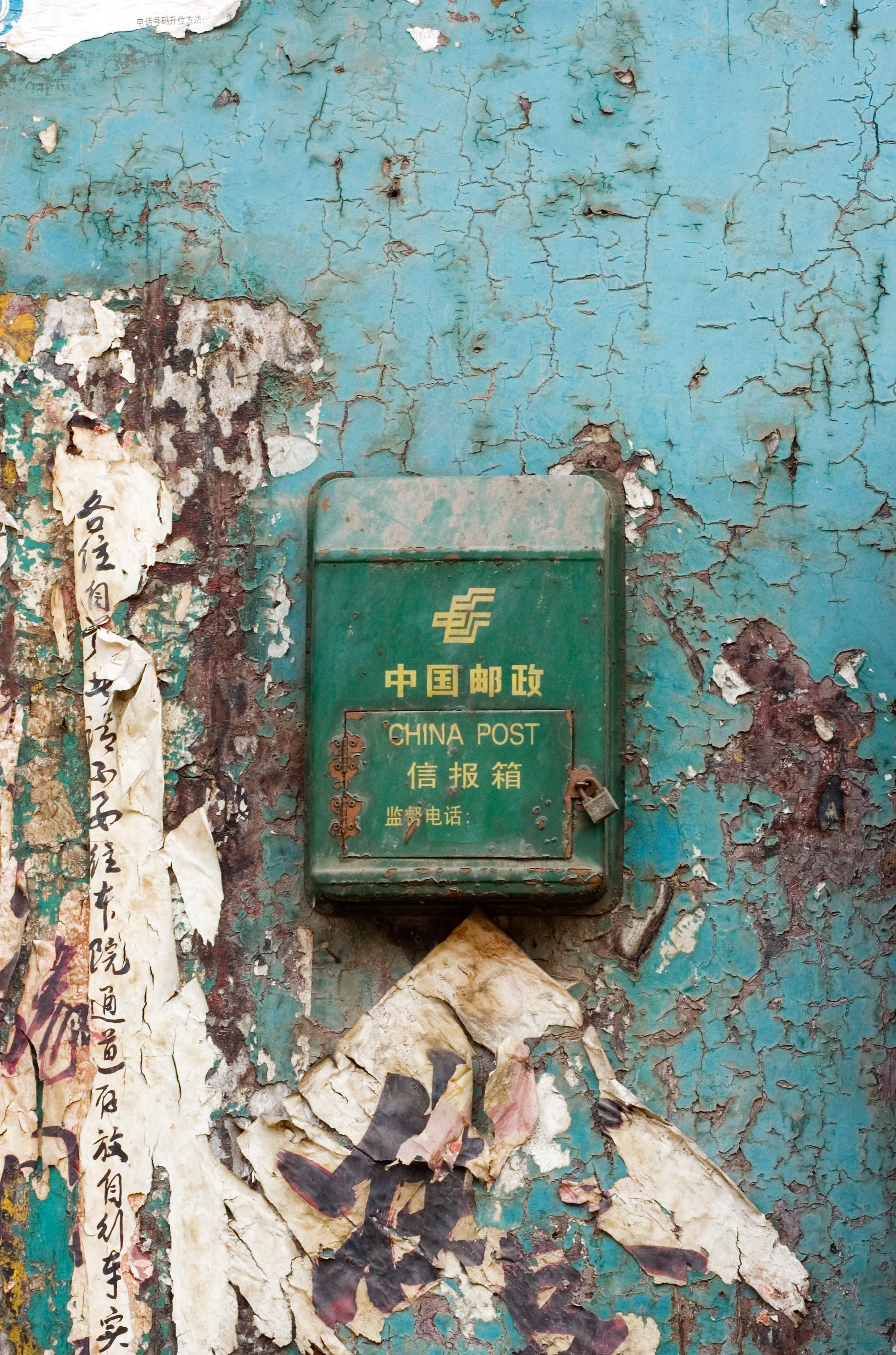
Пін'яо (провінція Шаньсі)
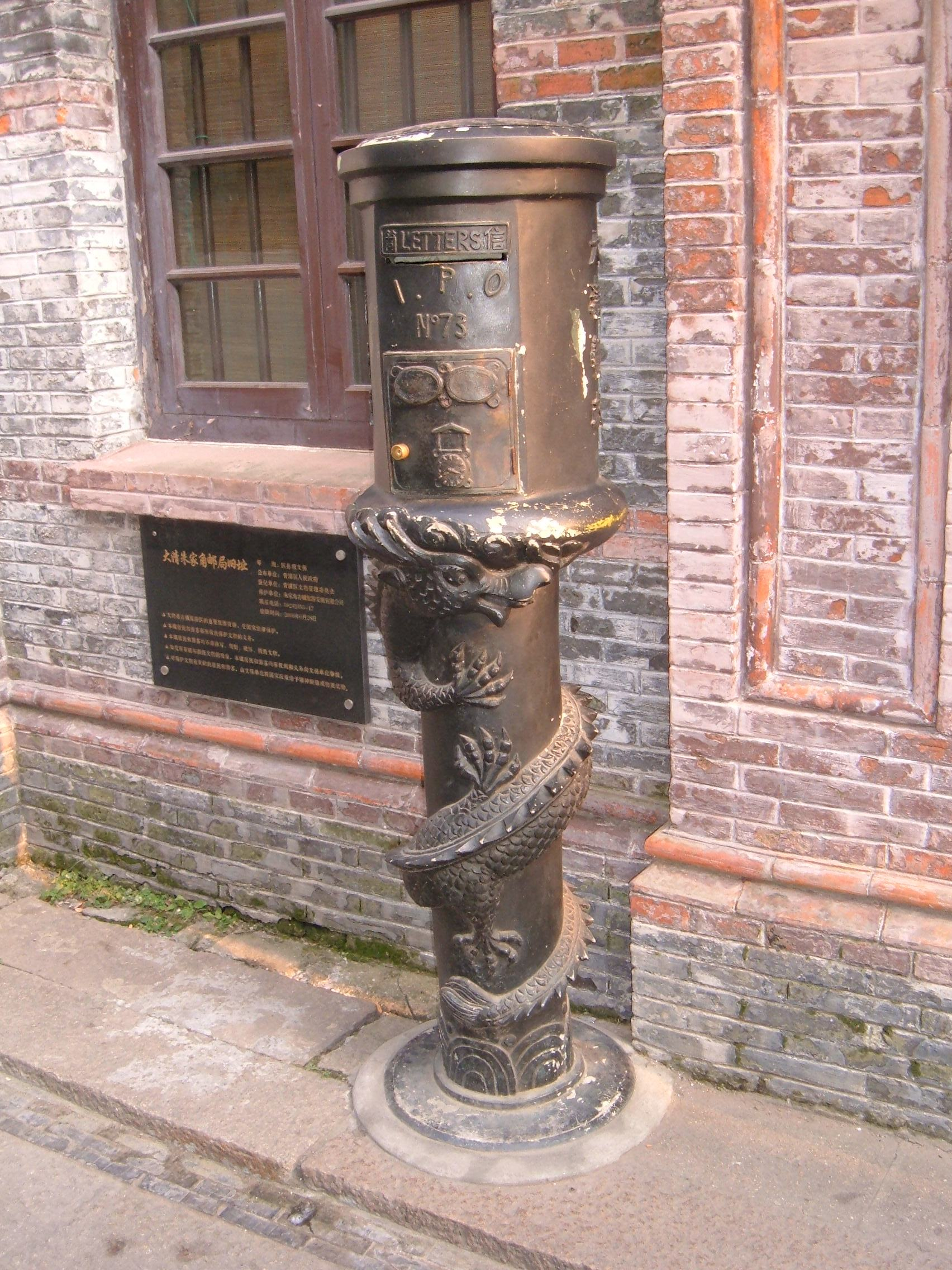
Чжуцзяцзяо (Шанхай)
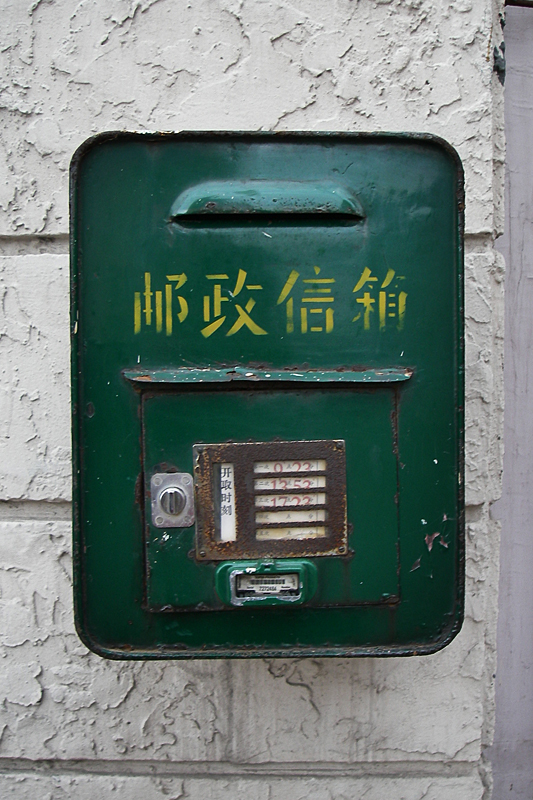
Шанхай
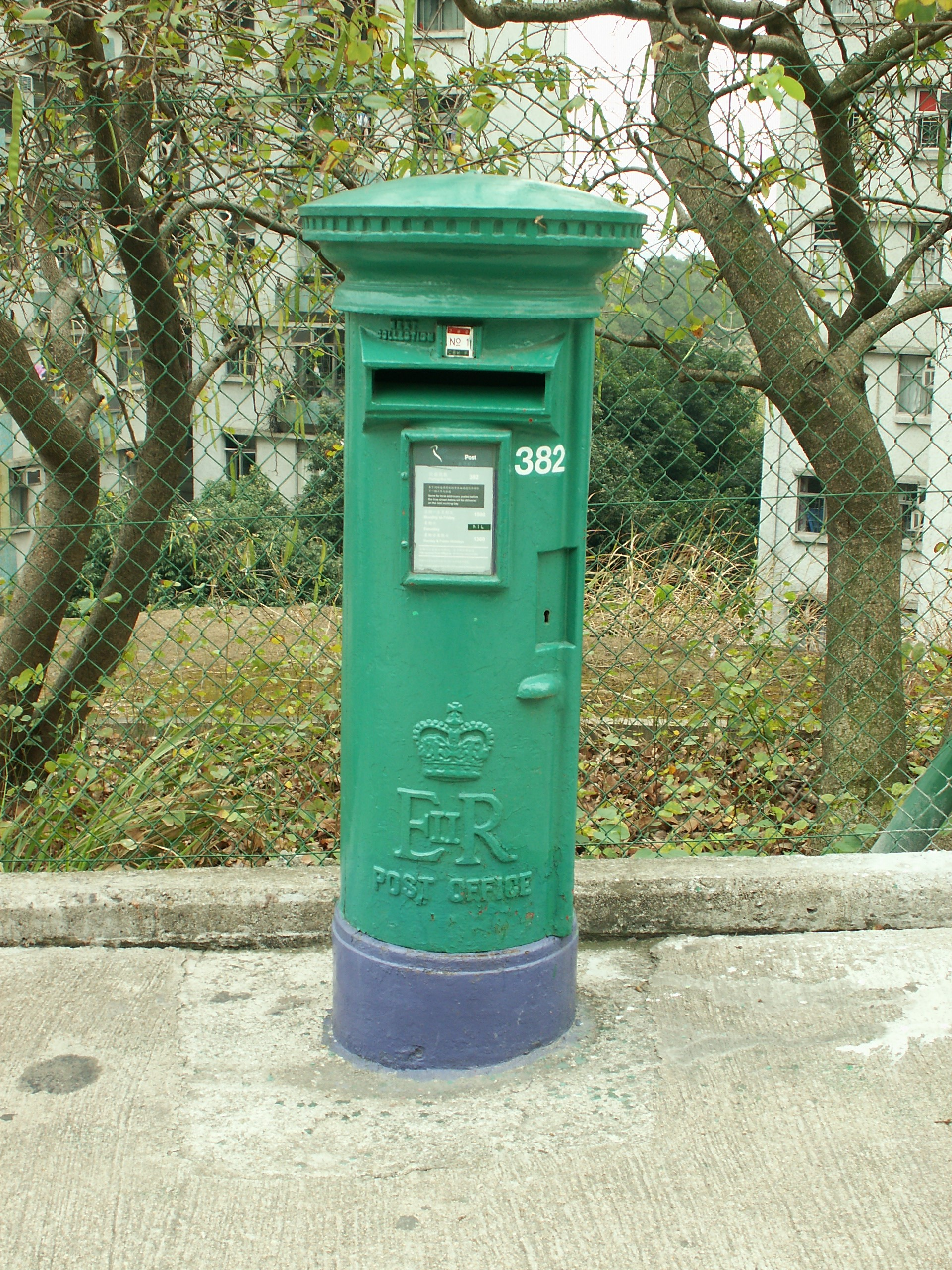
Гонконг (британський тип)
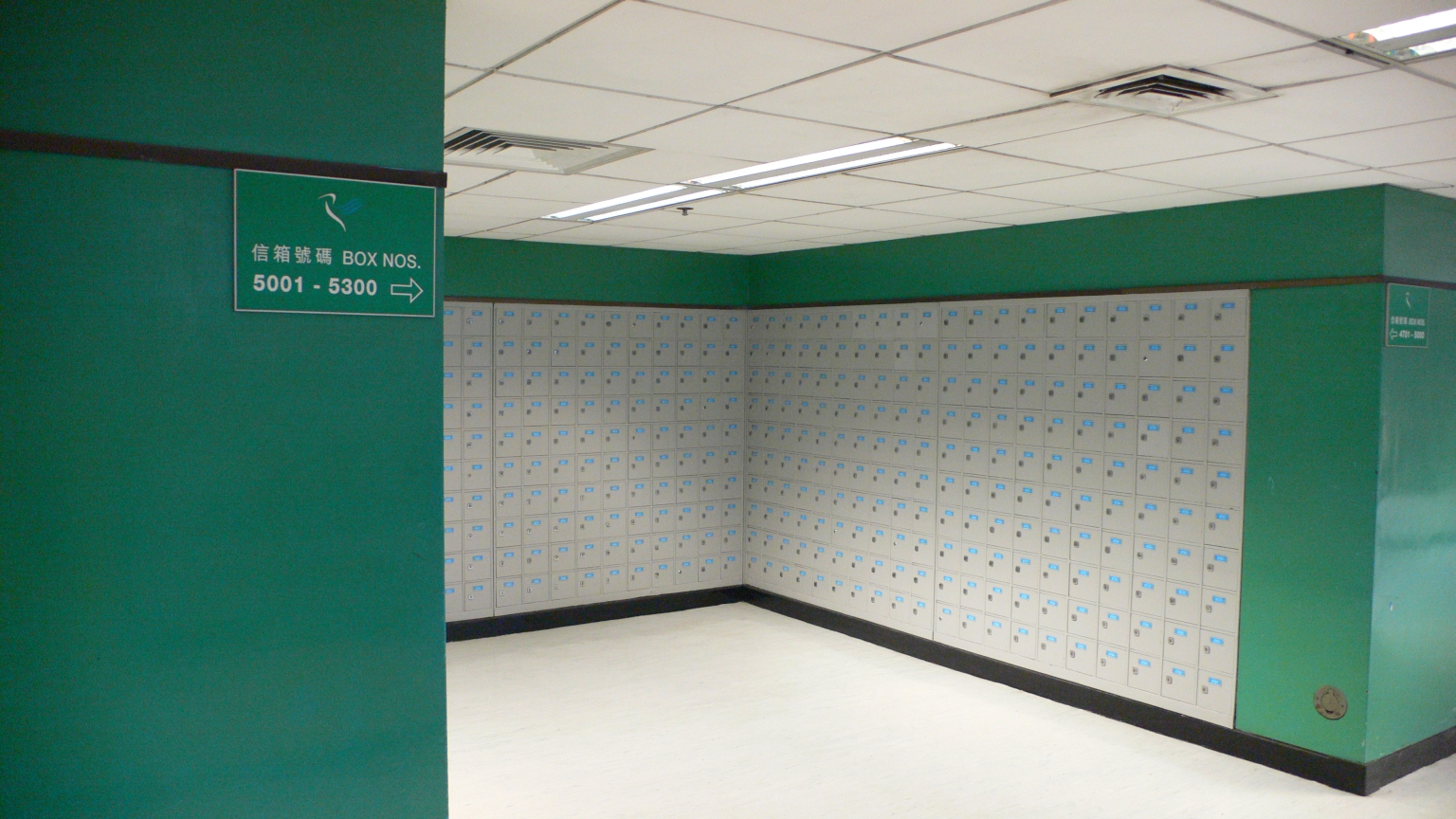
Абонементна поштова скринька на головному поштамті у Гонконзі

## Випуски поштових марок

### Перші марки
Єдина адміністрація КНР випустила перші поштові марки 8 жовтня 1949 року. Це була серія з чотирьох марок(Sc #1—4) із зображенням ліхтаря і Брами небесного спокою, присвячених I сесії Народної політичної консультативної ради Китаю.
Перша стандартна серія з'явилася в лютому 1950 року(Sc #12—20). На марках були зображена Брама небесного спокою на тлі хмар. Вийшло дев'ять номіналів: від 200 доларів до 10 тисяч доларів. Протягом наступного року в малюнок кілька разів вносилися зміни(Sc #85—94), те ж повторилося і в 1954 році(Sc #206—213). Так з'явилися випуски, які філателісти називають з «другого» по «шостий». Кожен із них має незначні відмінності, наприклад, вид хмар.
Пошта вважала за потрібне вдатися до наддруку нових номіналів на марках попереднього уряду. Такі випуски з'явилися у березні(Sc #24—29) та серпні 1950 року(Sc #49—56) і в травні 1951 року. Крім того, у липні 1950 року були пущені в обіг залишки марок Дунбея (північно-східних провінцій)(Sc #35—48), а в травні(Sc #30) та грудні 1950 року(Sc #77—84) — марки Східного Китаю.

### Наступні емісії
Після грошової ревальвації 1 березня 1955 року, з метою поповнити колекційні запаси, філателістична агенція КНР підготувала репринти колишніх марок, включаючи комеморативні та спеціальні випуски, аж до «фізкультурної» серії 1952 року[≡]. Репринтні випуски мали ті самі номінали, як і оригінальні марки, але спостерігалися невеликі відмінності на малюнку чи папері. Оцінюються вони дешевше.
До початку 1960 року майже всі марки виходили негумованими, більшість випущених після цього мініатюр мають прозорий і майже невидимий клейовий шар. Водяний знак практично не вживався.
Більшість гашених марок КНР до 1970 року вироблялася за допомогою фіктивного погашення (у листах; Cancelled-to-order). Починаючи з 1987 року, поштова служба Китаю припинила постачати гашені подібним чином марки на філателістичний ринок. Гашені екземпляри випусків, що попадаються після 1987 року оцінюються в стільки ж, скільки й чисті, або дорожче.

Оскільки Китай багато років не входив до ВПС, він не вказував на своїх марках назву країни латиницею, як це роблять держави-учасниці ВПС, хоча і використовував арабські цифри для позначення номіналів. Напис «CHINA» («Китай») з'явилася на знаках поштової оплати у 1992 році. Західні колекціонери зазвичай розрізняють ранні марки за серійними номерами в нижньому кутку і по першому ієрогліфу в назві країни 中, «квадрат з вертикальною рискою», який візуально легко відрізнити від написів, використовуваних іншими азіатськими країнами.

Приклади поштових марок Китайської Народної Республіки
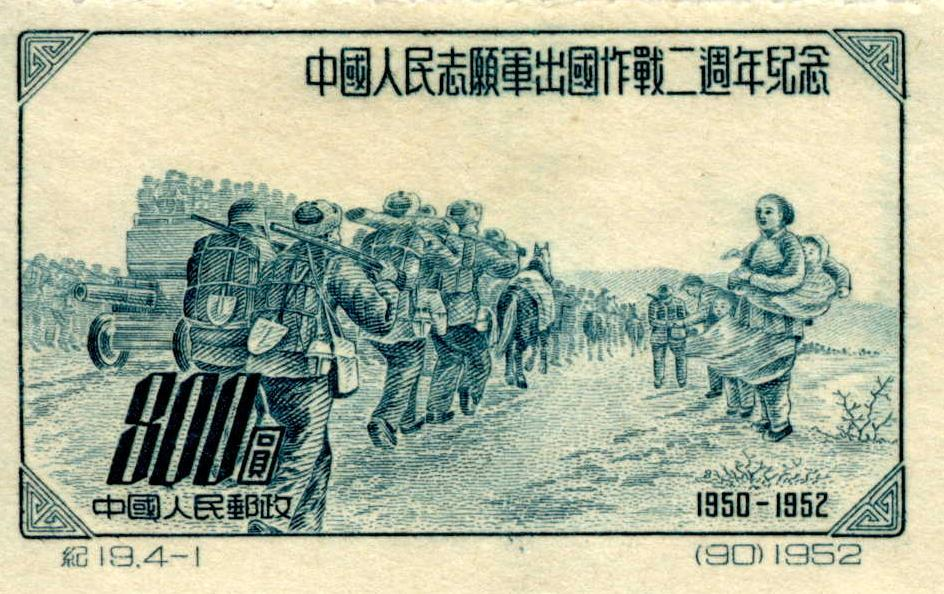
1952: друга річниця китайських добровольців у Кореї(Sc #171)
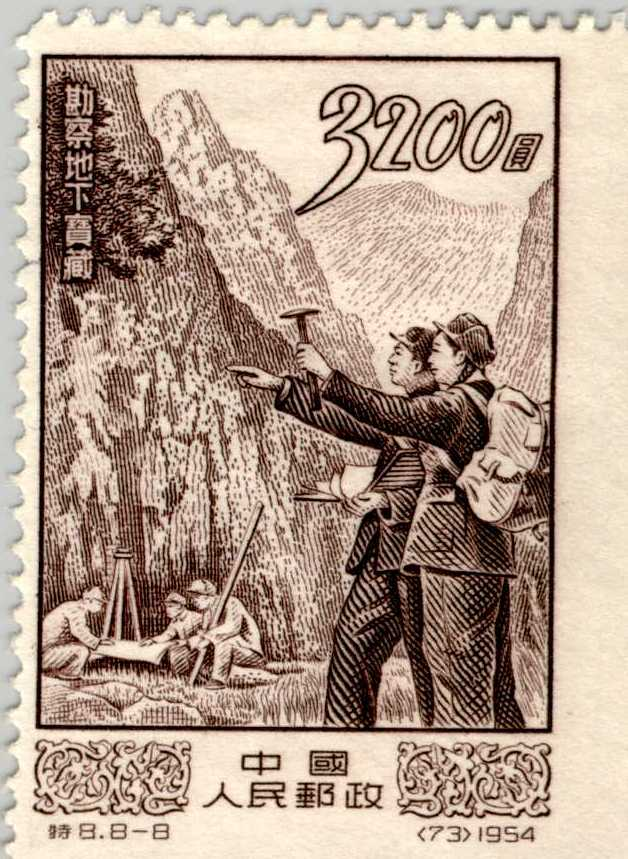
1954: геологорозвідка у провінції Хубей(Sc #221)
1955: астроном Чжан Хен (78—139)(Sc #245)
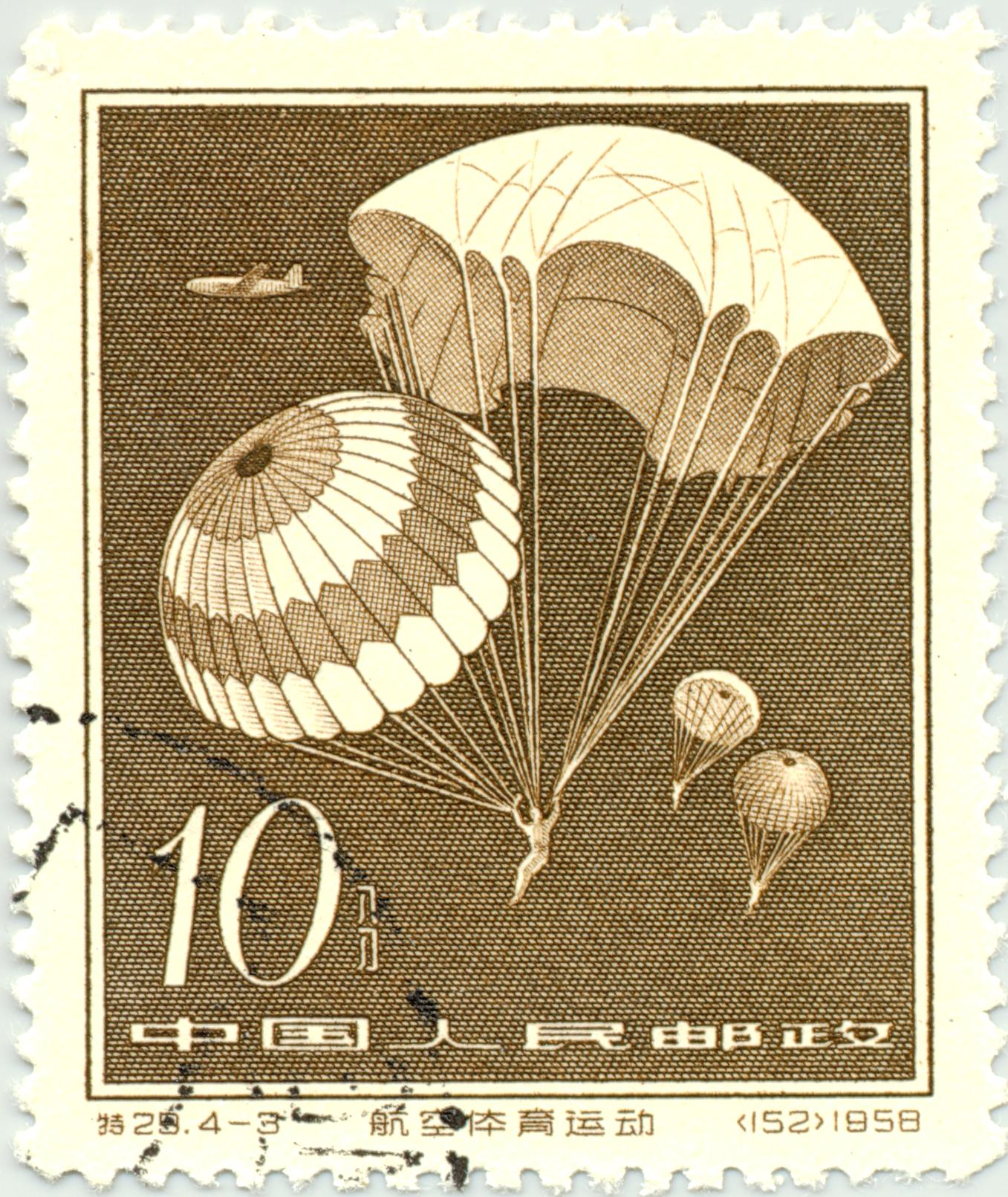
1958: парашутист(Sc #396)

### Нумерація марок
Всі ранні марки Китаю (до утворення КНР) не мали серійного номера. У 1949 році пошта КНР вперше надрукувала серійний номер на пам'ятних і спеціальних марках, і з тих пір нумерація стала однією з відмінних характеристик марок КНР.
Новаторська практика присвоєння номера кожному типу випущеної марки, зазвичай проставляється в нижньому лівому кутку, була ініційована починаючи з першого випуску з чотирьох марок(Sc #1—4). Наприклад, на марці номіналом в 800 доларів з серії «Голуб миру (Пікассо)»1950 року(Sc #58) стоїть номер «5.3-2», показуючи, що це друга марка з трьох в п'ятому випуску поштових марок Китаю. Крім того, після цих цифр в дужках вказується загальне число випущених на поточний момент марок (наростаючим підсумком), а з 1952 року — додається рік випуску. Ця практика діє тільки щодо пам'ятних і, починаючи з 1951 року; спеціальних марок, на звичайних стандартних марках ніяких особливих відміток немає. Система нумерації китайських марок варіює по роках, причому вона взагалі не застосовувалася в 1967—1970 роках(Sc #938—1046).

#### C- і S-серії
C-серія означає випуски комеморативних, або пам'ятних, марок, а S-серія - спеціальні, або тематичний, випуски. Перший випуск C-серії (C1) здійснений 8 жовтня 1949 року, а останній випуск (C124) — 10 березня 1967 року. Перший випуск тематичної S-серії (S1) з'явився 10 жовтня 1951 року, а останній (S75) виданий 10 травня 1966 року. Формат нумерації C- і S-випусків виглядає наступним чином. Наприклад, для випуску C124, «Бойове навчання вогняних бійців», серійний номер марки записується як «124.3—2». При цьому використане китайське слово (у вигляді абревіатури) означає, що даний випуск пам'ятний; «124» — це число, яке показує його 124-й порядковий номер серед випусків C-серії з самого початку; «3-2» означає, що всього в серії три марки, а ця марка − друга в серії.
Додатково на марці можна знайти позначення «(405) 1967» дрібними літерами внизу з правого боку. Ця нумерація означає, що марка випущена в 1967 році і має 405-й порядковий номер з початку випуску марок C-серії.
Не всі марки C- і S-серій мають вказівку року; до випусків C16 і S5 рік не вказувався.

#### W-серія
Марки W-серії випускалися загальною кількістю 19 серій. Перша серія (W1) «Завіти Мао Цзедуна» («Хай живе непереможний Мао Цзедун») випущена 20 квітня 1967; остання серія (W19) «Смерть героя Цзінь Сюньхуа» випущена 21 січня 1970 року. Однак серійні номери на самій марці та ряді наступних відсутні. Це був період китайської культурної революції, і колишню нумерацію було скасовано. Пізніше ці 19 серій стали позначатися як W-серії.

#### N-серія
Марки N-серії (із серійними номерами) випускалися з 1 серпня 1970 по 15 січня 1973 року; загальна кількість емітованих марок — дев'ять. Вони не мають класифікації як пам'ятні або спеціальні марки і просто пронумеровані порядковим номером випуску, надрукованим на марках дрібно внизу.

#### J- і Т-серії
Випуск марок J- і Т-серій розпочато в 1974 році. Пам'ятним маркам була присвоєна буква J, а спеціальним тематичним випускам — літера T. Як і раніше, номер проставлявся на марках дрібним шрифтом внизу. Перший випуск (J1) опублікований 15 травня 1974 року, а останній (J185) з'явився 16 листопада 1991 року. Випуск T1 відбувся 1 січня 1974 року, а останній (T168) — 14 вересня 1991 року.

#### Номерні (хронологічні) випуски
Із 1992 року всі пам'ятні та спеціальні марки нумеруються хронологічно по роках і з номером випуску. Виглядає нумерація наступним чином: наприклад, в номері «1992—1 (2—1) Т» початковий блок цифр «1992-1» означає календарний рік і порядковий номер випуску протягом даного року, цифри в дужках вказують на загальне число марок в серії і порядкову позицію марки в серії, а буква T або J означає випуск серій спеціальних або пам'ятних (комеморативних), відповідно.

#### Регулярні серії
Регулярні (стандартні) випуски позначалися буквою R з порядковим номером чергової серії. Перший стандарт випущений в 1950 році, а останній 1 січня 2004 року. На самих марках серійний номер надрукований не був.

#### Авіапоштові випуски
Авіапоштові марки випускалися для пересилання відправленнь авіапоштою і нумерувалися буквою A. Всього в Китаї для цілей авіапошти емітовано два випуски: A1 — 1 травня 1951 року і A2 — 10 вересня 1957 року.

### Тематика
Сюжети поштових марок КНР відображають різноманітні теми. Численні пам'ятні випуски присвячені партійним і державним конференціям, іншим подіям у житті республіки з моменту проголошення народної держави. Наприклад, у червні 1952 року вийшла «фізкультурна» серія з 40 марок(Sc #141—150) із зображенням фізичних вправ, що виконуються під радіопрограму. При цьому були проілюстровані десять вправ і кожній вправі відповідав квартблок, кожна марка якого показувала різні положення рук і ніг при виконанні вправи[^].

Деякі китайські марки мають безпосереднє відношення до Радянського Союзу і Росії і тим самим є об'єктами спеціальної області колекціонування — «Россікі». Так, в Квантуні у 1947—1949 роках поштово-телеграфним управлінням Порт-Артура і Дальнього (КНР) були емітовані марки, які присвячувалися Червоній армії, Жовтневій революції, В. І. Леніну, Й. В. Сталіну. Причому Квантунська поштова мініатюра, що була видана 7 листопада 1949 року, стала першою ленінською маркою в Азії. Вона виходила в рамках випуску в ознаменування 32-ї річниці Жовтневої революції. На сіро-зеленій марці номіналом в 10 юанівь зображені портрети Сталіна і Леніна(Sc #2L68). У Китаї були також виготовлені ленінські картмаксимуми.

Приклад поштових марок КНР на ленінську і сталінську тематикиа
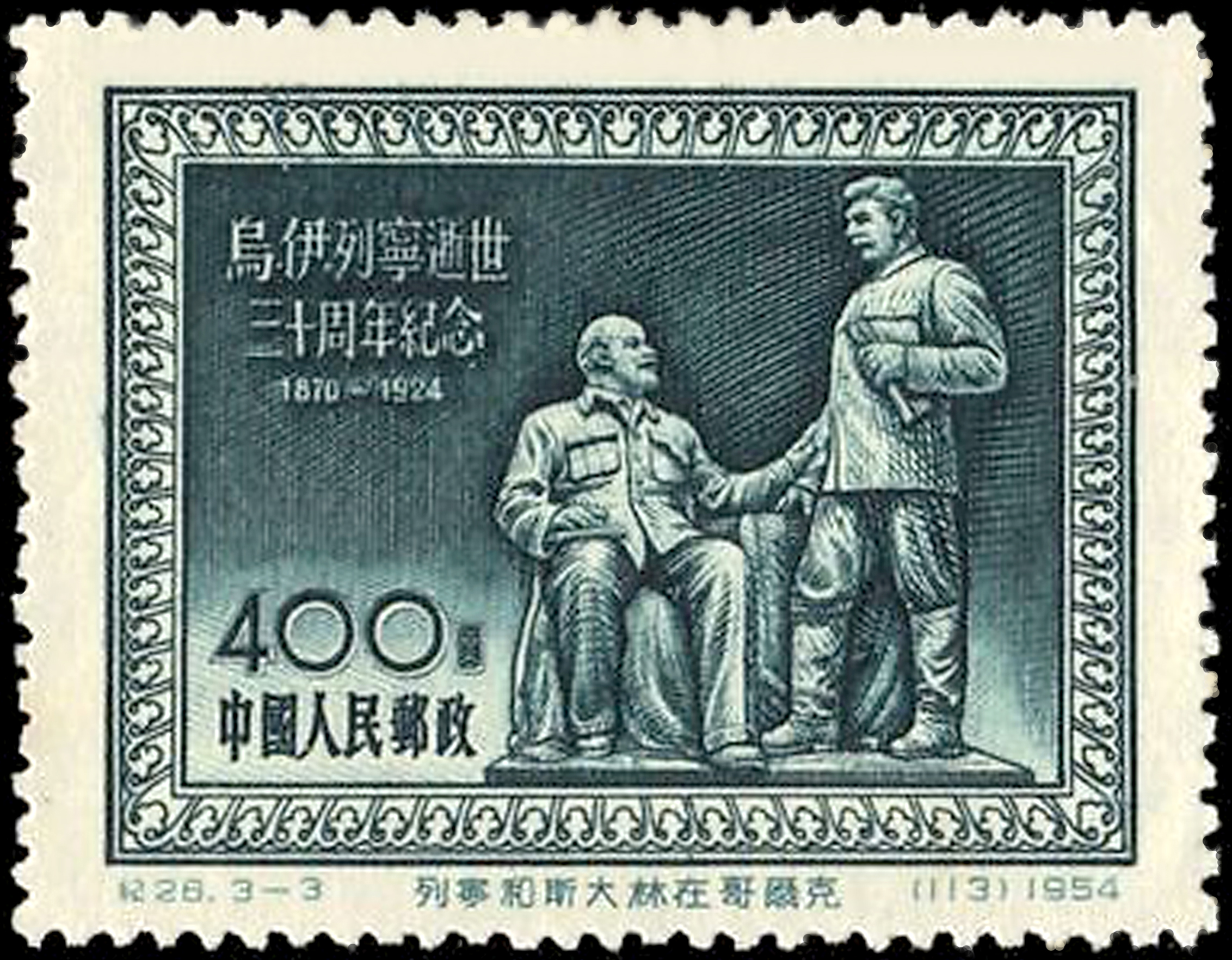
1954: 30-та річниця смерті Леніна(Sc #222). Пам'ятник Леніну і Сталіну в Горках
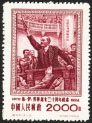
Те саме(Sc #224)
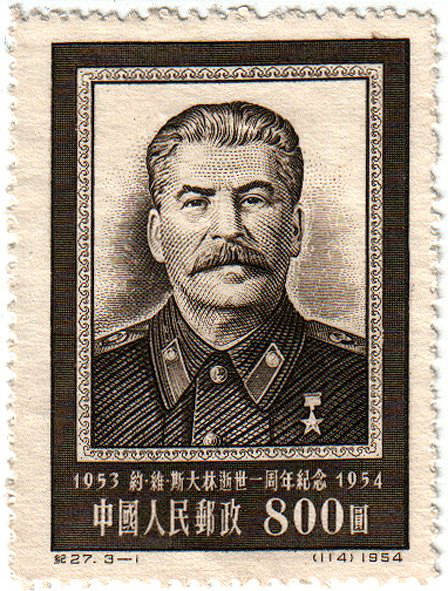
1954: перша річниця смерті Сталіна
(Sc #232)

У 1950 році в КНР випущені марки на честь радянсько-китайського договору про дружбу[^]. Починаючи з 1958 року, Китай неодноразово відзначав на своїх марках успіхи радянської космічної програми. У серії з 56 марок, на якій зображені народи, що населяють Китай, є мініатюри присвячені росіянам, евенкам і татарам.

## Рідкісні та помітні марки
Найдорожчою поштовою маркою світу 2009 року була визнана мініатюра КНР «Вся країна — червона!», надрукована в 1968 році(Sc #999). На ній Тайвань не був зафарбований червоним кольором, що викликало вилучення тиражу з обігу і його знищення китайською владою.

Ще однією дуже дорогою китайською маркою є «Золота мавпа» 1980 року випуску.

КНР (1980): «Золота мавпа»  (Mi #1594)

## Колекціонування
Знаки поштової оплати КНР представлені в альбомах, призначених для колекціонерів поштових марок по країнах світу, як, наприклад, в альбомі «Collecta Trans World»: